# District de Dadong
Le district de Dadong (大东区 ; pinyin : Dàdōng Qū) est une subdivision administrative de la province du Liaoning en Chine. Il est placé sous la juridiction de la ville sous-provinciale de Shenyang.